# خانه عشیری
خانه عشیری مربوط به دوره قاجار است و در دزفول، محله صحرا بدر مغربی واقع شده و این اثر در تاریخ ۱۷ اسفند ۱۳۸۱ با شمارهٔ ثبت ۷۸۹۹ به‌عنوان یکی از آثار ملی ایران به ثبت رسیده است.